# Stauros Toutziarakīs
Stauros Toutziarakīs (in greco Σταύρος Τουτζιαράκης?; Florina, 5 novembre 1987) è un cestista greco.

## Carriera
Con la Grecia under 26 ha disputato i Giochi del Mediterraneo di Pescara 2009.